# 荒尾車站 (岐阜縣)
荒尾車站（日语：／ Arao eki */?）是一由東海旅客鐵道（JR東海）所經營的鐵路車站，位於日本岐阜縣大垣市荒尾町境內，是東海道本線美濃赤坂支線沿線的車站。當乘客購買在本站下車的車票時，上面的站名標示方式為「(東)荒尾」，主要是為了與位於九州熊本縣荒尾市、九州旅客鐵道鹿兒島本線上的同名車站作區隔。

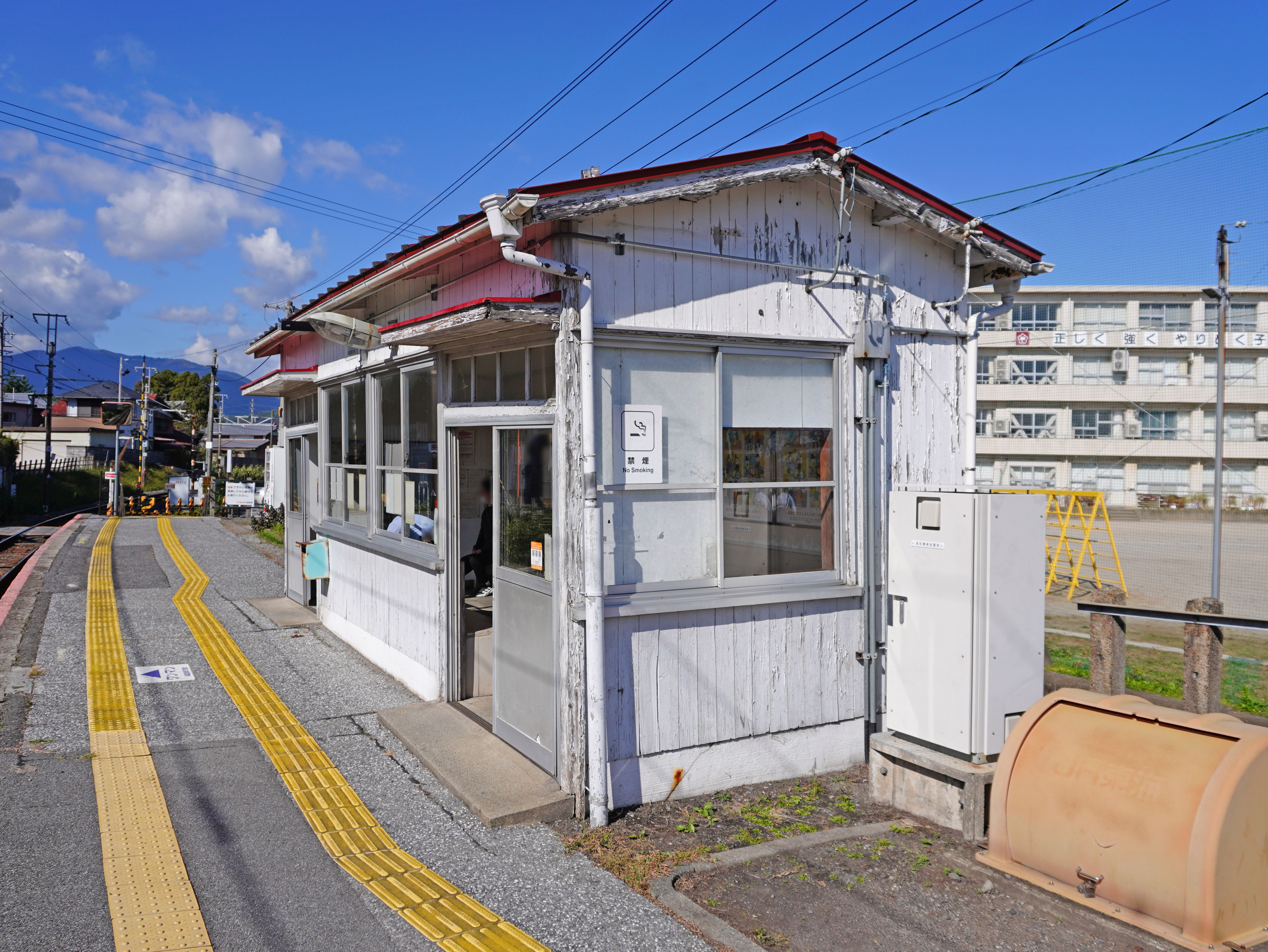
候車室（2022年11月）

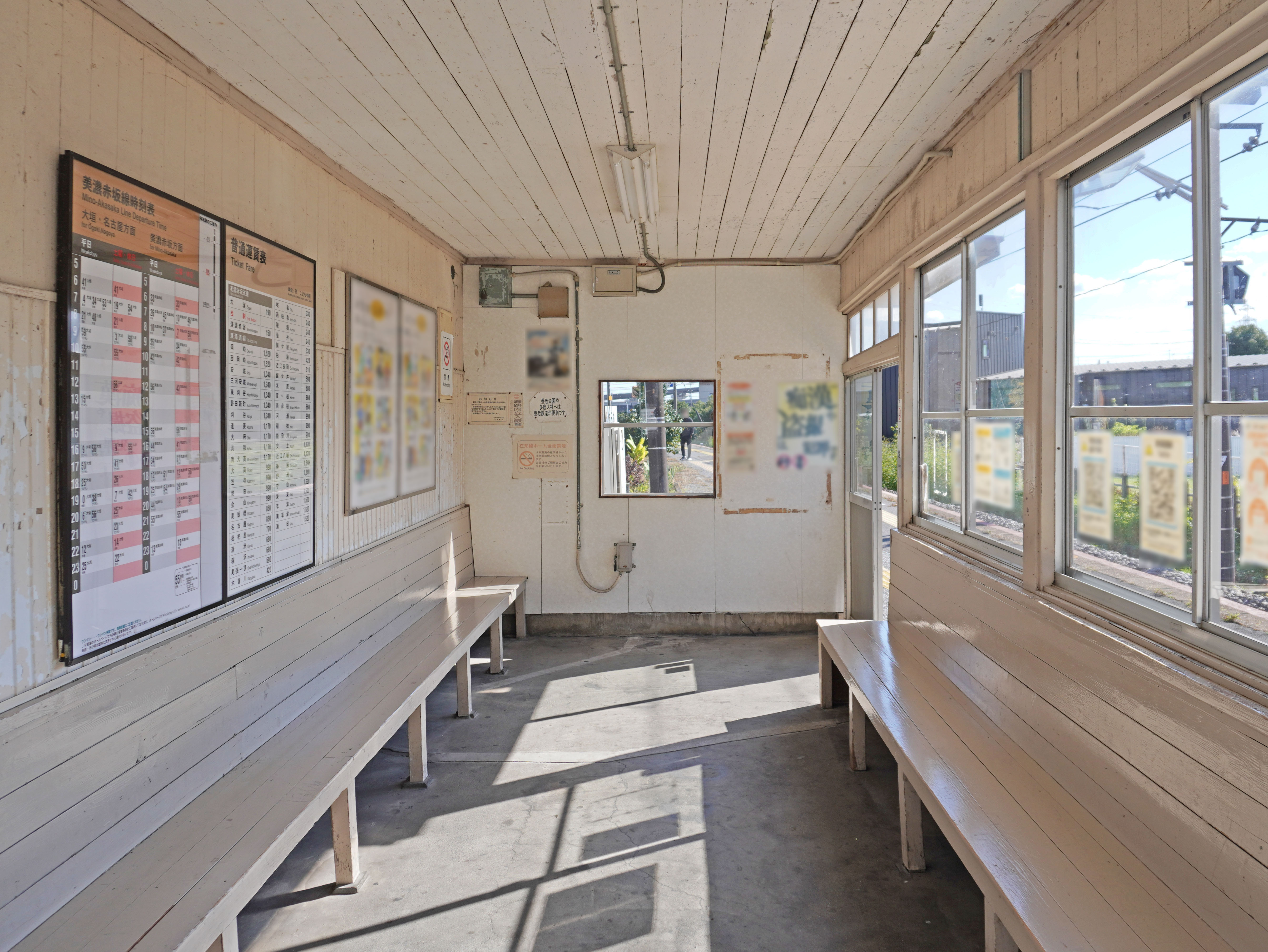
候車室内（2022年11月）

## 車站結構
側式月台1面1線的地面車站。由大垣站管理的無人站（東海道線內的無人站，除此站以外只有相鄰的美濃赤坂站與根府川站）。

## 相鄰路線
東海旅客鐵道
東海道本線（美濃赤坂支線）
大垣－（南荒尾信號場）－荒尾－美濃赤坂